# الطبية (إربد)
الطيبة وليس الطبية منطقة سكنية تقع في لواء الطيبة، محافظة إربد في الأردن. تنتمي المنطقة لقضاء الطيبة الذي يضم 7 مناطق. يقدر عدد سكانها بـ 21938 نسمة حسب إحصاء 2015.

## الوصلات الخارجية
- دائرة الاحصاءات العامة